# Дом-музей В. И. Ленина (Псков)

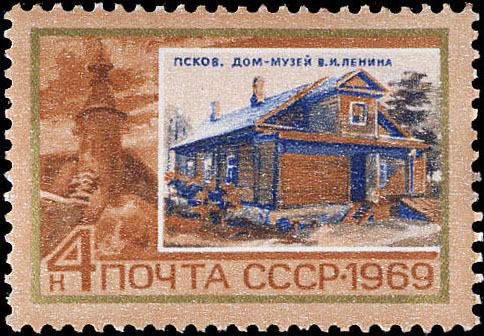
Домик Искры, где в 1900 году состоялось Псковское совещание по созданию общероссийской рабочей газеты, на почтовой марке СССР

Дом-музей В. И. Ленина в Пскове или, как его часто называют псковичи, «Домик Искры» расположен недалеко от реки Псковы по адресу пер. Искры, дом 5.

## История
В 1900 году дом принадлежал местному жителю И. Н. Бочкарёву. Здесь была конспиративная квартира псковских социал-демократов. В марте-апреле 1900 г. здесь прошло совещание по вопросам издания газеты «Искра» и журнала «Заря», подготовленное В. И. Лениным. В нём приняли участие В. И. Ульянов-Ленин, С. И. Радченко, П. Б. Струве, М. И. Туган-Барановский, Л. Мартов, А. Н. Потресов, А. М. Стопани. С 1902 г. в доме обосновался конспиративный центр псковских агентов «Искры», одним из руководителей которого был П. Н. Лепешинский.
18 июля 1938 года здесь был открыт дом-музей В. И. Ленина.
В годы Великой Отечественной войны дом-музей был разрушен. После войны дом восстановлен.

## Экспозиция
Центральное место экспозиции занимают материалы по совещанию. Экспозиция музея посвящена деятельности созданной В. И. Лениным Псковской группы содействия «Искре».
В витрине размещены чемодан с двойным дном, рулон для чертежей, холщовый жилет, полые внутри детские кубики — с помощью этих предметов нелегально провозились через границу в Россию ленинские газеты. Экспонаты рассказывают о солидарности с «Искрой» местных комитетов РСДРП, а также о роли «Искры» в создании партии большевиков. Здесь же находится большое живописное полотно художника Ф. Решетникова «За ленинскую „Искру“».
С 1964 года по 2002 годы музей возглавляла Инна Николаевна Лукина.